# Michael Hose
Michael Hose (* 28. September 1984 in Weimar) ist ein deutscher Politiker der CDU und seit 2025 Mitglied des Deutschen Bundestages.

## Leben
Michael Hose legte 2003 am Hoffmann-von-Fallersleben-Gymnasium in Weimar-West das Abitur ab. Bereits in den Jahren 2001 und 2002 war er Stadtschülersprecher in Weimar.
Von 2004 bis 2011 studierte er die Fächer Geschichte und Sozialkunde für das gymnasiale Lehramt an der Friedrich-Schiller-Universität Jena und schloss das Studium mit dem ersten Staatsexamen ab. In dieser Zeit war er von 2004 bis 2010 Stipendiat der Studienstiftung des deutschen Volkes. Das Referendariat absolvierte Hose von 2011 bis 2013 am Gymnasium „Gleichense“ in Ohrdruf und beendete es mit dem zweiten Staatsexamen.
Anschließend war er von 2013 bis 2014 Grundsatzreferent der CDU Thüringen und von 2014 bis 2016 Pädagogischer Referent der Evangelischen Schulstiftung in Mitteldeutschland. Von 2016 bis 2024 arbeitete er als Lehrer an Schulen in Neuhaus am Rennweg und Königsee. Parallel war er von 2020 bis 2024 Fachleiter für Sozialkunde am Studienseminar in Erfurt. Im Schuljahr 2024/25 war Hose Schulleiter der Gemeinschaftsschule 10 in Erfurt.

## Politisches Engagement
Hose ist seit 2014 Mitglied des Erfurter Stadtrates und dort seit 2019 Vorsitzender der CDU-Fraktion.
Bei der Bundestagswahl 2025 kandidierte er im Wahlkreis 192 in Thüringen, unterlag aber mit 16,3 % der Erststimmen Bodo Ramelow von der Linken und Alexander Claus von der AfD. Trotzdem sicherte er den Einzug in den Bundestag mit dem Landeslistenplatz 4 der CDU in Thüringen.
Im 21. Deutschen Bundestag ist Hose Mitglied und Vorsitzender der Kinderkommission, Mitglied des Ausschusses für Bildung, Familie, Senioren, Frauen und Jugend, des Kulturausschusses sowie stellvertretendes Mitglied im Haushalts- und im Petitionsausschuss.

## Gesellschaftliches Engagement
Michael Hose ist Mitglied im Gemeinderat der Evangelischen Kirchengemeinde Martini-Luther Erfurt und in der Kreissynode des Kirchenkreises Erfurt. Darüber hinaus ist er Mitglied im Elferrat des Karneval Club Alach e.V. sowie im Förderverein des Humboldt-Gymnasiums Weimar e.V.

## Privates
Michael Hose ist evangelisch und Vater einer Tochter.